# Фратрель, Жозеф
Жозеф Фратрель (фр. Joseph Fratrel; 1727, Эпиналь — 15 мая 1783, Мангейм) — французский живописец и график.

## Жизнь и творчество
Жозеф Фратрель родился в 1727 году (по другим сведениям — в 1730 году), изучал юриспруденцию и служил адвокатом при лотарингском парламенте. В связи с имевшимися у него дефектами речи (заикание) он, однако, вынужден был поменять профессию. Ещё будучи юристом, Э. Фратрель при помощи некоего монаха овладевал искусством миниатюры, затем уже профессионально изучал живопись в мастерской Пьера-Антуана Бодуэна в Париже. После окончания этой учёбы Ж. Фратрель получил приглашение ко двору герцога Лотарингии, Станислава Лещинского, на должность придворного художника в Люневильский дворец.
После смерти герцога Станислава в 1766 году, Фратрель был призван в Мангейм, ко двору курфюрста Пфальца и Баварии Карла Теодора, который назначил художника профессором мангеймской Академии искусств. В Мангейме Фратрель стал писать картины, используя изобретённую жившим здесь бароном Шарлем фон Таубенхеймом новую смесь красок из масла и воска. В Мангейме он также брал уроки у известного гравёра по меди Эгида Верхельста, после чего создал одну из своих известнейших графических работ — «Апофеоз курфюрста Карла Теодора» (1777).
Жозеф Фратрель скончался в Мангейме, будучи придворным художником в Курпфальце, и остался одним из наиболее значительных мастеров живописи, занимавших эту должность.

## Сочинения по технике живописи
- La cire alliée avec l’huile, ou la peinture à l’huile-cire trouvée à Manheim par M. Charles Baron de Taubenheim. Acad. Électorale, Manheim 1770

## Галерея

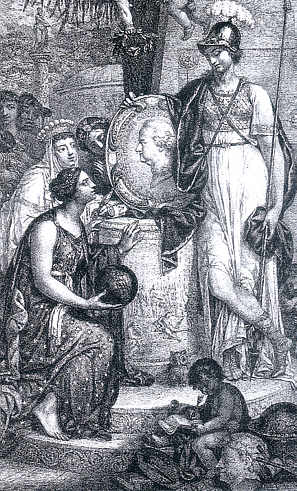
«Апофеоз курфюрста Карла Теодора» (1779)
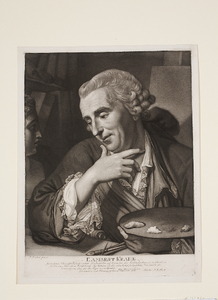
Портрет Иоганна Герхарда Хука (1780)
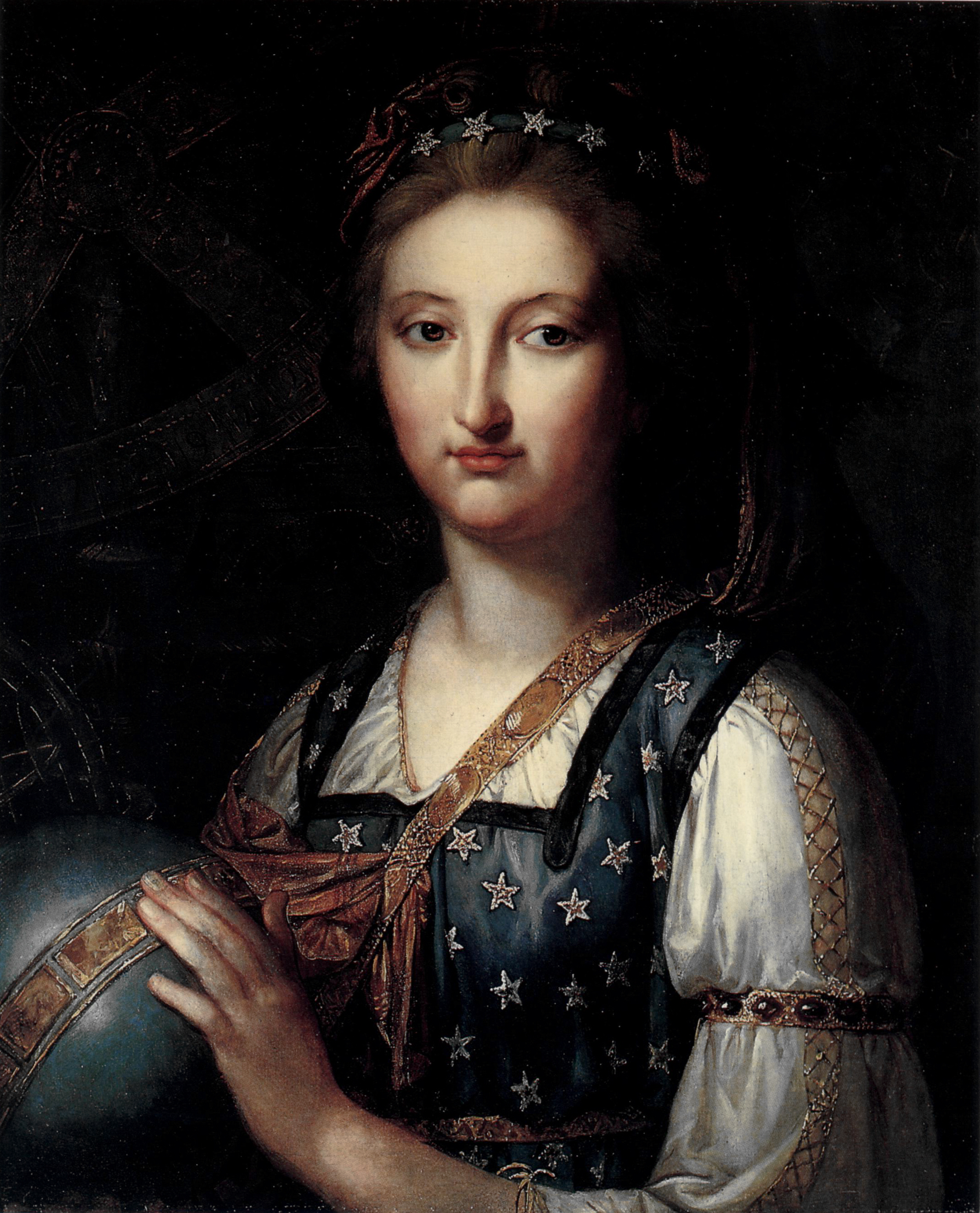
«Аллегория астрономии» (около 1780)